# ナミビアの国道

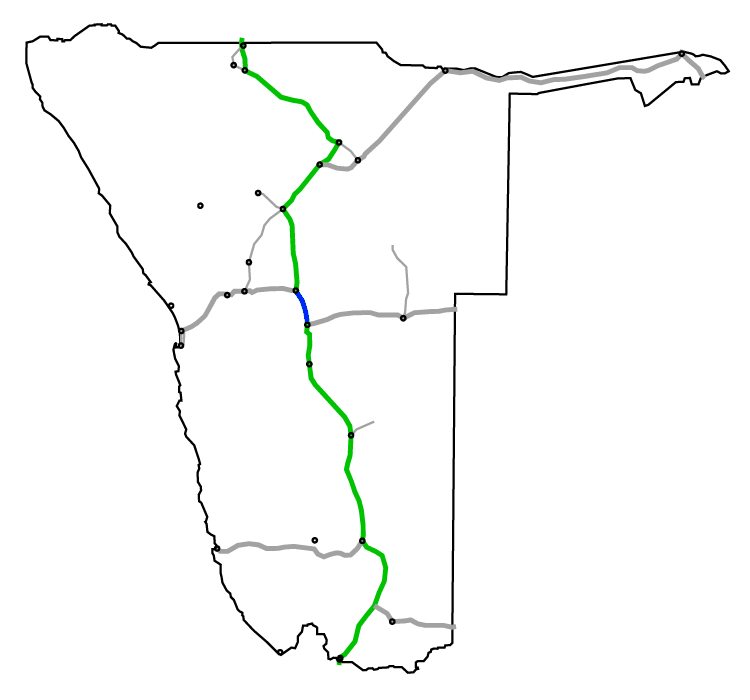
ナミビアの道路網。色違いは国道B1号。その他の太い線は国道。

ナミビアの国道（なみびあのこくどう）はナミビアのほぼ全土を網羅しているが、その大部分は未舗装である。道路のうち最も主要なものは国道として、"B"を頭につけた数字を振られている。重要度がやや落ちる道路は"C"を頭につけた2桁の数字が、さらに落ちる道路には"D"を頭につけた4桁の数字が振られている。ナミビアの国道は、都市部では時速60km、それ以外の場所では120kmが最高制限速度となっている。

## ナミビアの国道一覧

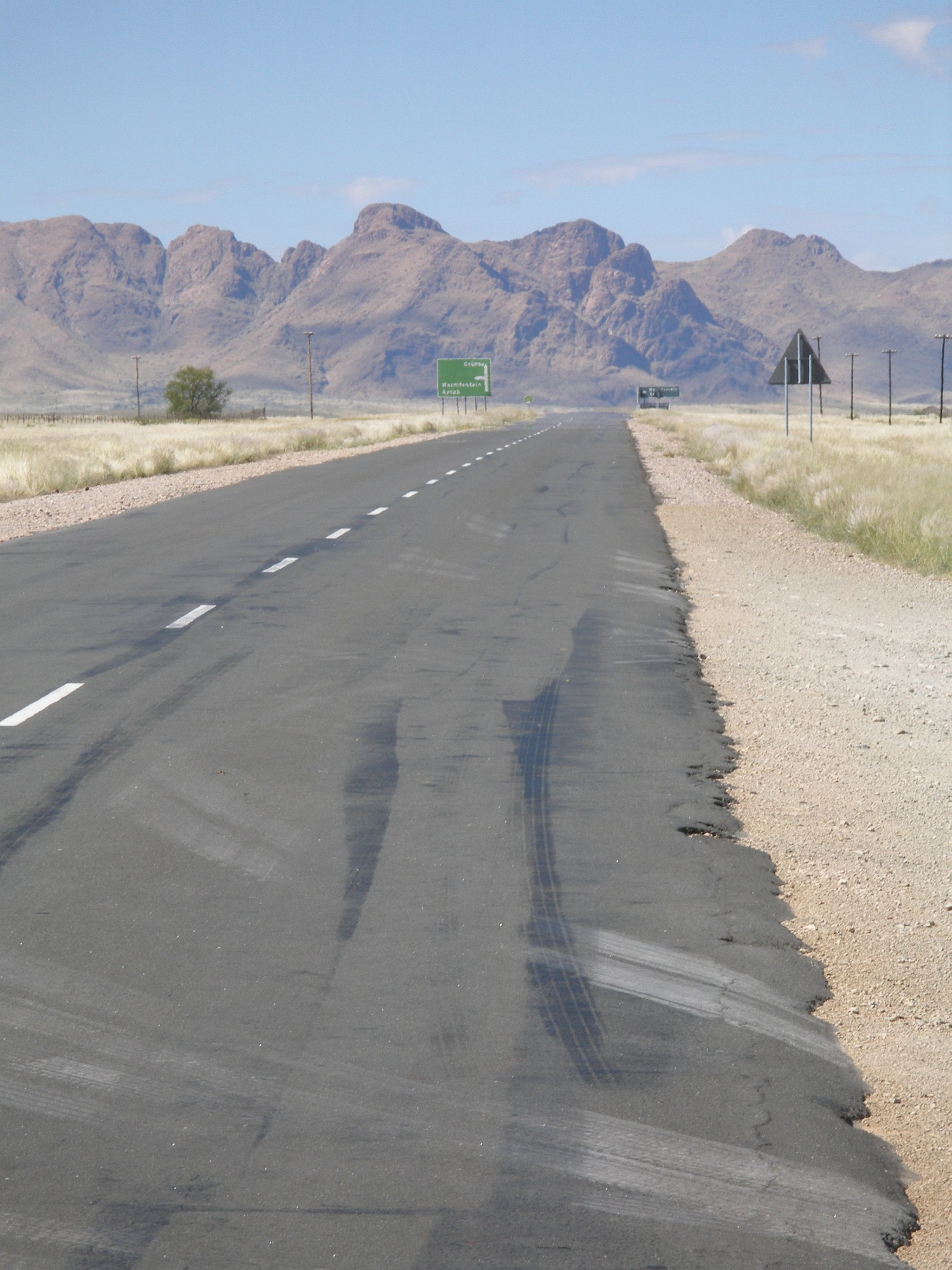
国道B1号 : （アンゴラ国境） - オタビ - オカハンジャ - ウィントフーク - ケートマンスフープ -（南アフリカ国境）
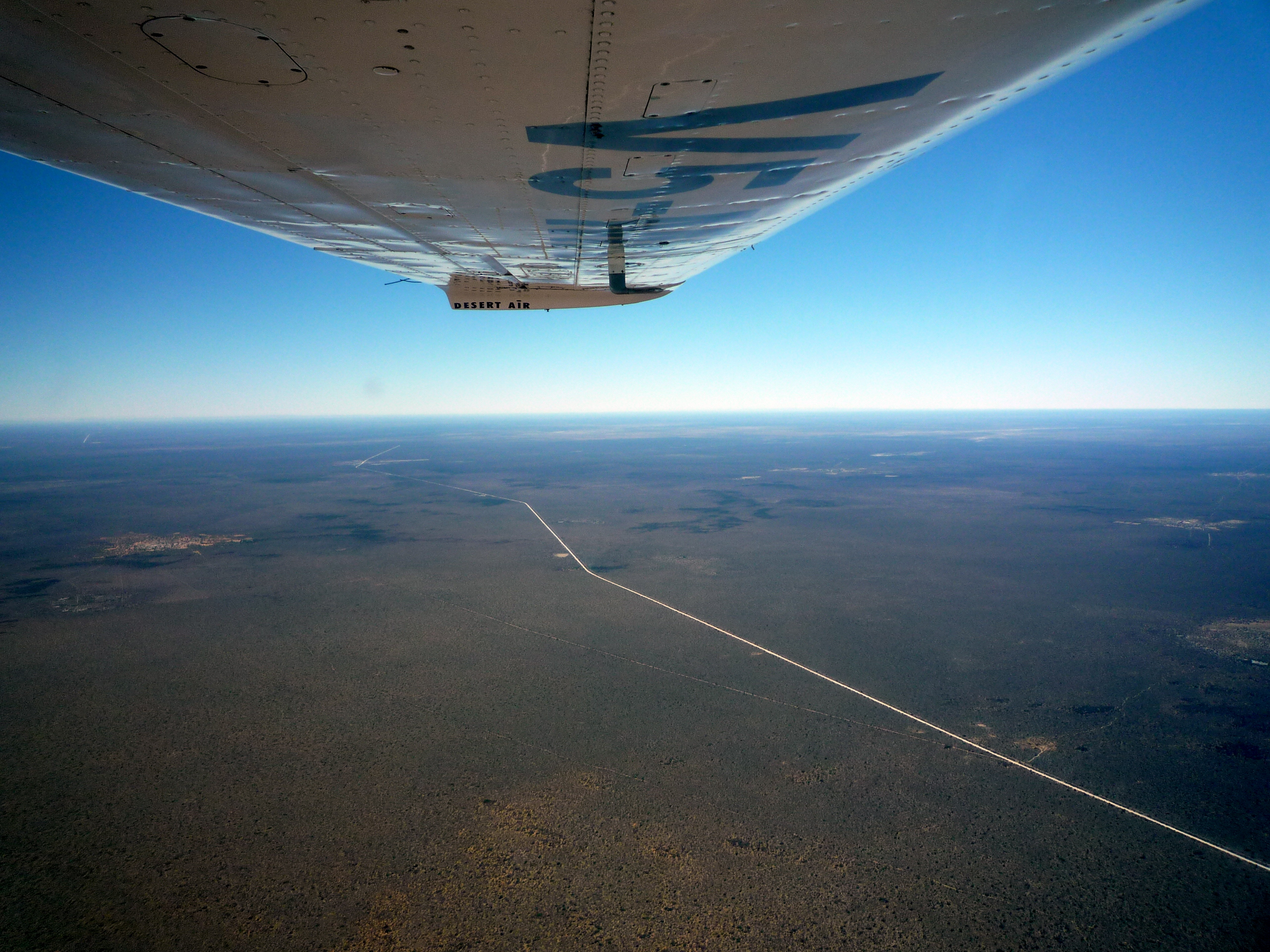
国道B2号（トランスカプリビハイウェイ）: オカハンジャ - ウォルビスベイ
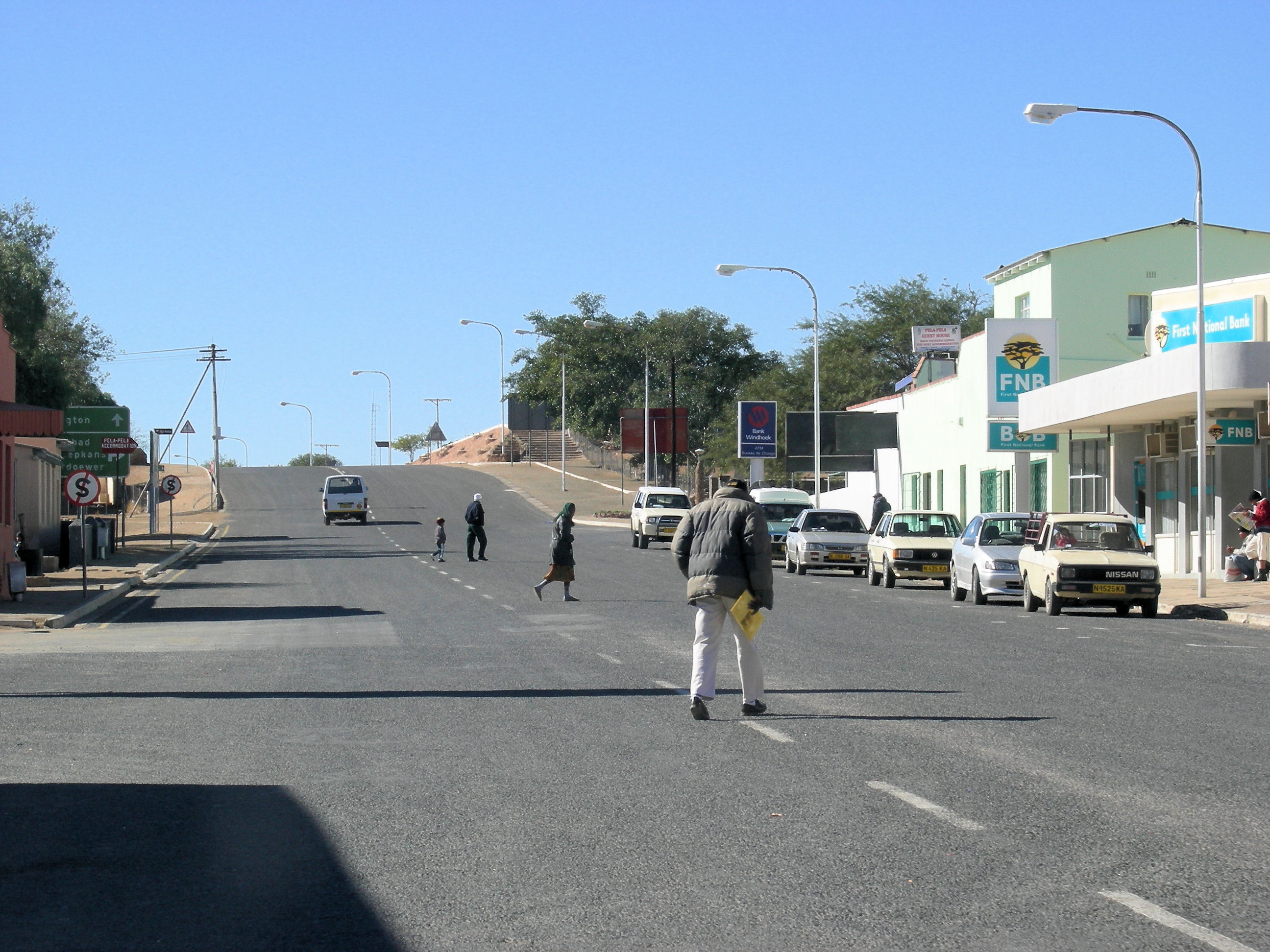
国道B3号:グリュナウ - ナコプ（南アフリカ国境）
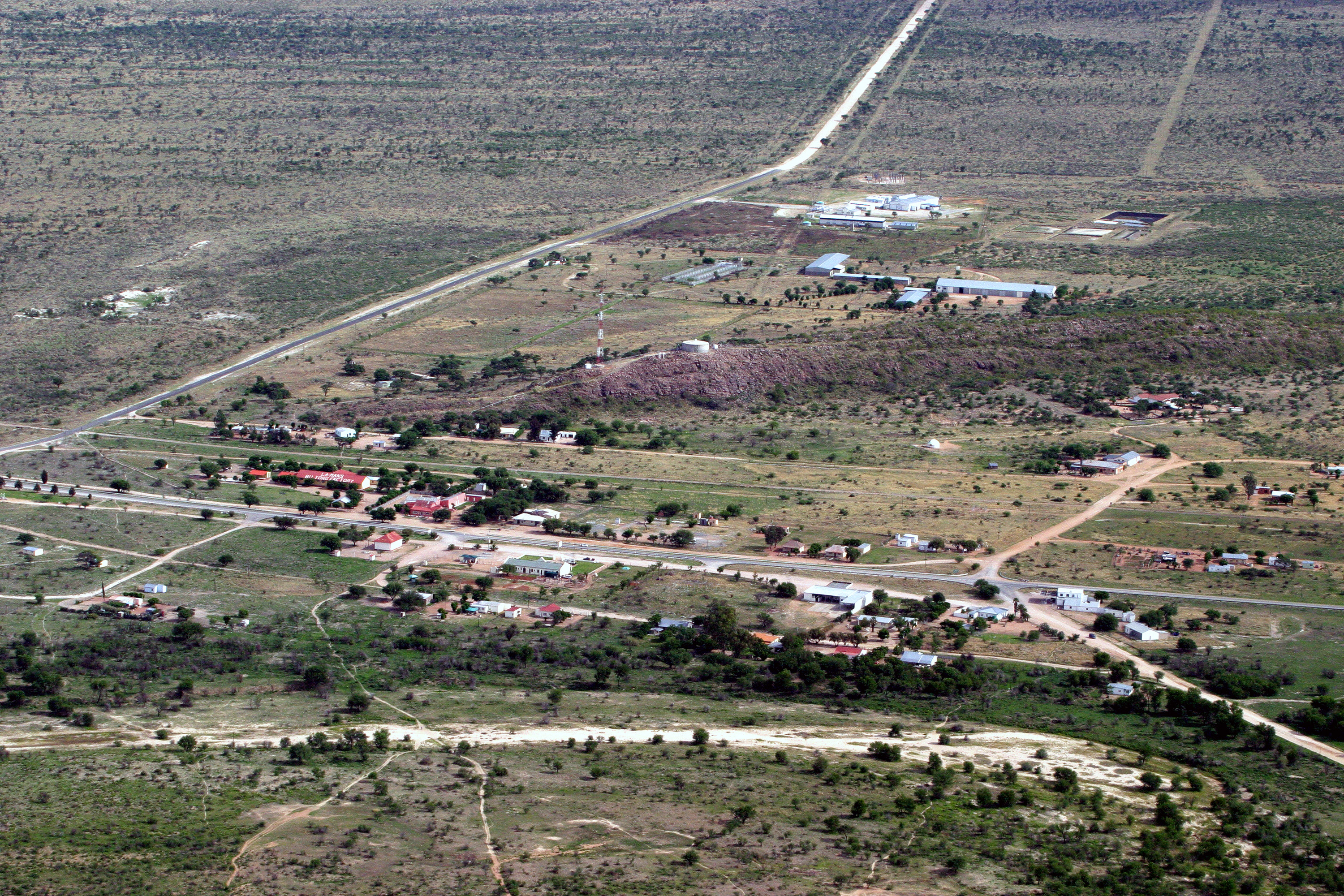
国道B4号: ケートマンスフープ - リューデリッツ
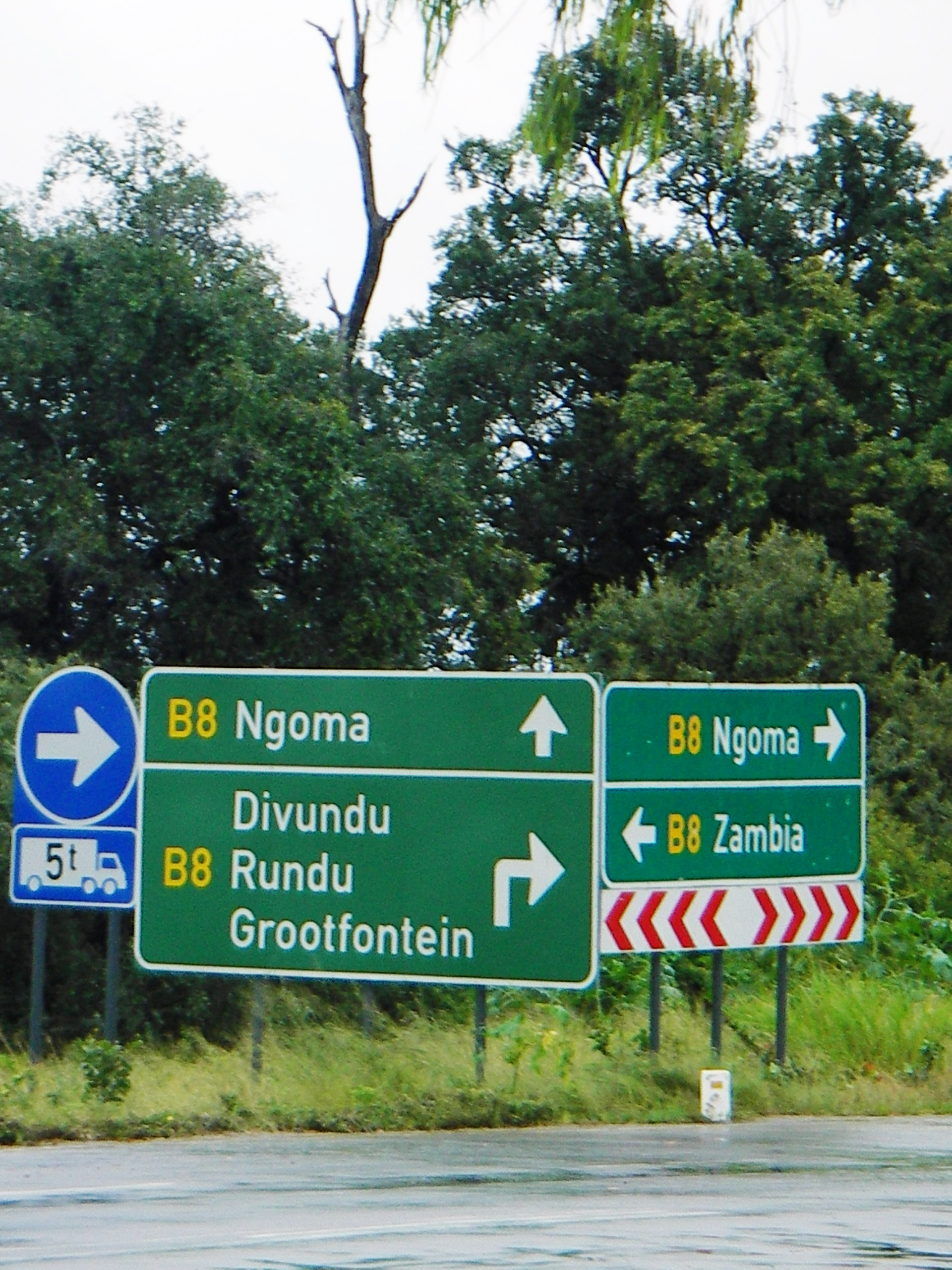
国道B6号 （トランスカラハリハイウェイ）: ウィントフーク - ゴバビス　-　（ボツワナ国境）
- 国道B8号 （トランスカプリビハイウェイ・トランスカラハリハイウェイ）: オタビ - カティマ・ムリロ  - （ボツワナ国境）
- 国道B10号:オハングエナ - ルンドゥ - （アンゴラ国境）